# Graptemys caglei
La tortuga mapa de Cagle (Graptemys caglei) es una especie de tortuga de la familia Emydidae. Se trata de un endemismo de los ríos Guadalupe, San Antonio y San Marcos de Texas, Estados Unidos.

## Descripción
La tortuga mapa de Cagle tiene patrones intrincados en el caparazón y plastrón, así como los bordes dentados en la parte posterior de la carcasa, como es típico en todas las tortugas mapa. Es más pequeña que la mayoría de las tortugas mapa, y con un muy marcado dimorfismo sexual, siendo los machos de sólo 4 cm de longitud del caparazón mientras que las hembras pueden exceder los 7 cm.